# Johann Franz Born

Johann Franz Born

Johann Franz Born (* 15. Mai 1669 in Leipzig; † 9. April 1732 ebenda) war ein deutscher Stifter und Ratsherr.

## Leben
Born ist Sohn von Jacob Born dem Älteren (1638–1709), Bürgermeister der Stadt Leipzig. Er studierte Rechtswissenschaften und promovierte zum Dr. jur. Er wurde 1695 Ratsherr und später Prokonsul in Leipzig. Außerdem war er Domherr zu Merseburg und Gerichtsbeisitzer. Zu seinem Eigentum gehörten die Rittergüter Schönau, Groitzsch, Wildenborn (ab 1715) und Sellerhausen, auf denen er Erb-, Lehns- und Gerichtsherr war. 1732 starb er in Leipzig. Sein Vetter ist der Politiker Jacob Born der Jüngere (1683–1758).

## Stifter
In den Jahren 1709, 1711 und 1723 stiftete er insgesamt 1.220 Taler der Neuen Kirche. Im gleichen Jahr stiftete er 1.000 Taler für Stipendien. Des Weiteren spendete er 1.000 Taler für das Lazarett und 2.000 Taler zur Speisung der Schüler der Thomasschule, sowie 1.200 Taler an die Peterskirche.

## Familie
Er war mit Johanna Elisabeth geb. Schwendendörffer (gest. 1737) verheiratet.